# Mariä Himmelfahrt (Au)

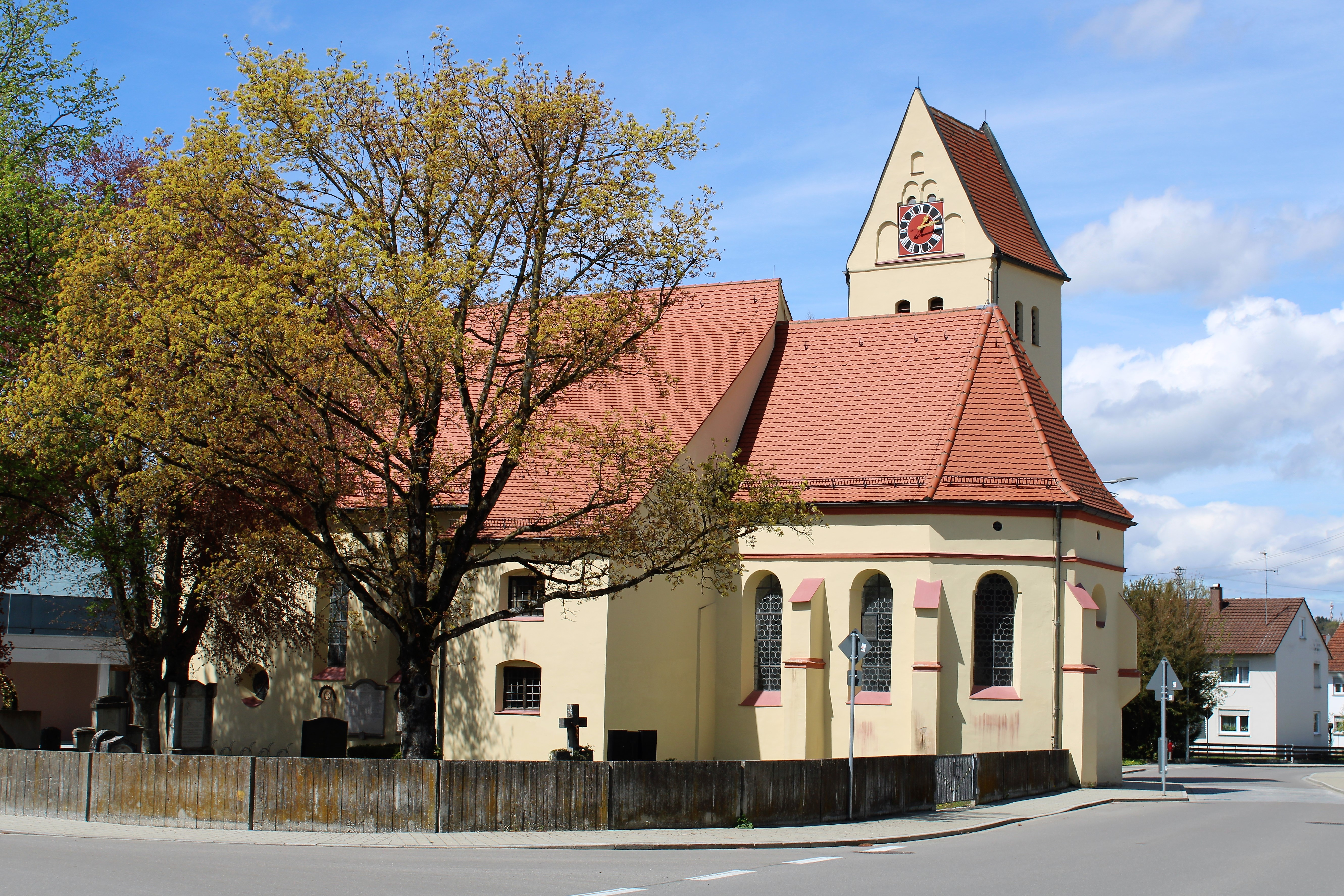
Mariä Himmelfahrt in Au

Die römisch-katholische Pfarrkirche Mariä Himmelfahrt steht Au, einem  Stadtteil von Illertissen im Landkreis Neu-Ulm in Bayern. Das Bauwerk ist in der Liste der Baudenkmäler in Illertissen als Baudenkmal unter der Nr. D-7-75-129-20 eingetragen. Die Kirche gehört zur Pfarreiengemeinschaft Illertissen im Dekanat Neu-Ulm des Bistums Augsburg.

## Beschreibung
Die Saalkirche besteht aus einem Langhaus, das um 1700 an den eingezogenen, dreiseitig geschlossenen, von Strebepfeilern gestützten Chor aus dem späten 15. Jahrhundert nach Westen angebaut wurde, und einem Chorflankenturm an der Nordwand des Chors, der quer mit einem Satteldach bedeckt wurde. Das oberste Geschoss des Chorflankenturms beherbergt den Glockenstuhl. In den Giebeln befinden sich die Zifferblätter der Turmuhr. Je eine Sakristei wurde an der Nordwand und an der Südwand im Osten des Langhauses angebaut.
Der Innenraum des Langhauses ist mit einer Kassettendecke überspannt, der des Chors mit einem Stichkappengewölbe. Die Arkanthusornamente am viersäuligen Hochaltar hat 1721 Dominikus Hermengild Herberger beigetragen. Von ihm stammt auch eine Pietà. Eine Statue der Maria von 1610/20 wird Christoph Rodt zugeschrieben. Die Orgel wurde 1979 von der Orgelbau Schmid gebaut.